# Northern Lights (cannabis)
Pour les articles homonymes, voir Northern Lights.
 (mars 2024).
Si vous disposez d'ouvrages ou d'articles de référence ou si vous connaissez des sites web de qualité traitant du thème abordé ici, merci de compléter l'article en donnant les références utiles à sa vérifiabilité et en les liant à la section « Notes et références ».

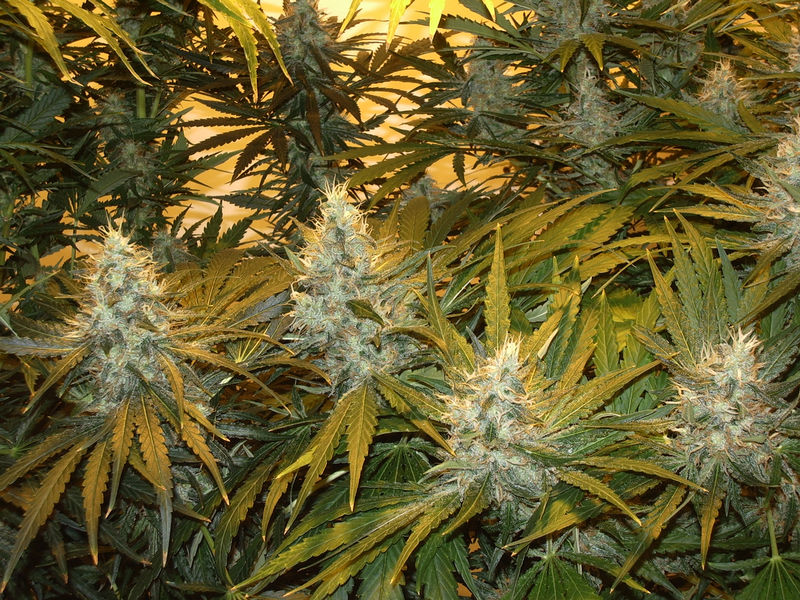
Plants de Northern Lights

La Northern Lights (Aurore Boréale) est une variété de cannabis très célèbre ayant gagné de nombreux prix (dont la cannabis cup en 1990). Cette variété a été d'abord élaborée en Californie à la fin des années 1970 à partir de graines originaires d'Afghanistan, de Colombie et du Mexique. Introduite aux Pays-Bas au milieu des années 1980 elle a immédiatement connu un grand succès dans les coffee shops hollandais pour son goût distinctif, son ivresse (high) puissante et sa production élevée de résine propice à la fabrication de haschich. 
Elle est encore très populaire de nos jours, le nom a été déposé par la banque de graines hollandaise Sensi Seeds mais toutes les grandes banques proposent leur version. Les fleurs produisent environ 20 % de THC et un taux bas de CBD. Son arôme est le plus souvent épicé et terreux, assez typique des variétés Indica dont elle descend via un de ses parents qui n'est autre qu'une Afghani. 